# غوستاف هاينيمان
غوستاف هاينيمان (بالألمانية: Gustav Heinemann)‏ (23 يوليو 1899 في شفيلم - 7 يوليو 1976 في إسن) كان سياسياً ألمانياً والرئيس الثالث لها، كان رئيس بلدية إسن من عام 1946 إلى 1949، ثم وزيراً للداخلية من عام 1949 إلى 1950. شغل هاينيمان أيضاً منصب وزير العدل من عام 1966 إلى غاية 1969، وساعده الحزب الليبرالي الديمقراطي في الحصول على الأغلبية الكافية لتولي منصب الرئيس، تمهيدا لتشكيل حكومة ائتلافية من الاشتراكيين والليبراليين في نفس العام، ثم رئيساً لألمانيا، وشغل هذا المنصب لمدة خمس سنوات، في الفترة الممتدة بين عامي 1969 و1974. عزف بعدها عن إعادة ترشيح نفسه لمنصب الرئيس ثم توفي بعدها بعامين وهو في السابعة والسبعين من عمره.

## روابط خارجية
- غوستاف هاينيمان على موقع IMDb (الإنجليزية)
- غوستاف هاينيمان على موقع الموسوعة البريطانية (الإنجليزية)
- غوستاف هاينيمان على موقع مونزينجر (الألمانية)
- غوستاف هاينيمان على موقع إن إن دي بي (الإنجليزية)
- غوستاف هاينيمان على موقع ديسكوغز (الإنجليزية)
- غوستاف هاينيمان على موقع كينوبويسك (الروسية)
- غوستاف هاينيمان على موقع أوليمبيديا (الإنجليزية)